# Oczko (skała)

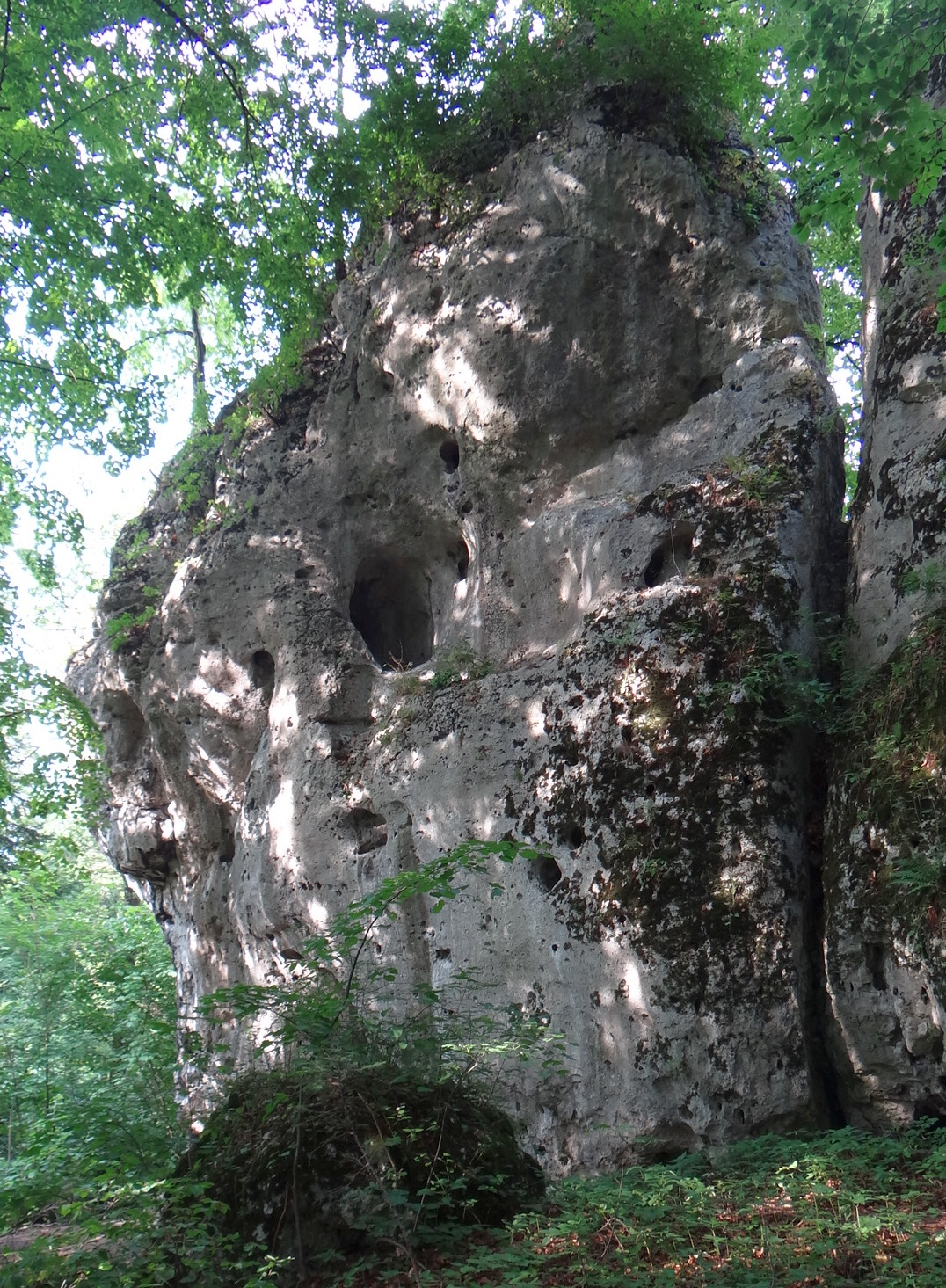
7 Projektów

Oczko lub 7 Projektów – skała w Parku Jurajskim w województwie śląskim, w powiecie zawierciańskim, w gminie Pilica. Pod względem geograficznym znajduje się na Wyżynie Ryczowskiej, będącej częścią Wyżyny Częstochowskiej w obrębie Wyżyny Krakowsko-Częstochowskiej. 
Oczko znajduje się w lesie po lewej stronie drogi ze Smolenia do Złożeńca. Sąsiaduje ze skałą Szczurek. Jest to zbudowana ze skalistego wapienia skała o wysokości do 14 m, z charakterystycznym, dużym oknem skalnym, również o nazwie Oczko. Pionowa lub przewieszona ściana skały Oczko jest obiektem wspinaczki skalnej. Do grudnia 2019 roku wspinacze poprowadzili na niej 9 dróg wspinaczkowych o trudności od IV do VI.2+ w skali polskiej. Większość ma zamontowane stałe punkty asekuracyjne: ringi (r), pętle (p) i stanowiska zjazdowe (st).

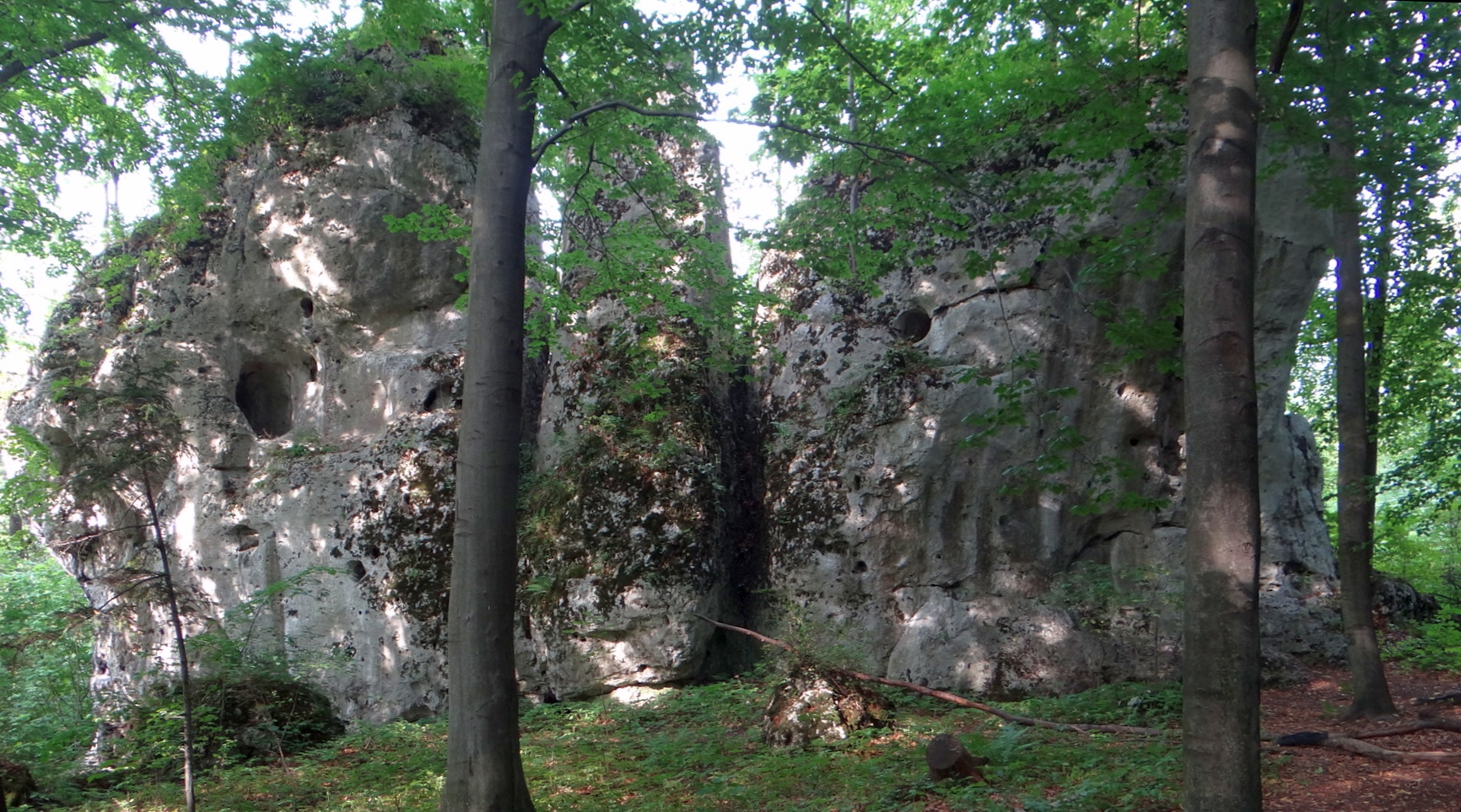
7 Projektów i Szczurek

## Drogi wspinaczkowe
1. Gapcio VI.+, 3r + st, 13 m
2. Śpioszek VI.I, 3r + st, 13 m
3. Wesołek VI.I, 3r + st, 13 m
4. Hrabia Doku VI.2, 4r + st, 13 m
5. Gburek VI.1+, 1r + 3p, 14 m
6. Męt społeczny VI.1+, 4r + st, 13 m
7. Mędrek VI.2+, 3p, 14 m
8. Nieśmiałek V, 4p, 15 m
9. Grań wejściowa IV, 15 m[2].

Oprócz okna skalnego w skale Oczko znajdują się jeszcze dwa inne schroniska: Rura w Skale Oczko, Skalna Ambona i Schronisko przy Ziemi.